# إميلي ألين
إميلي ألين (بالإنجليزية: Emily Allen)‏ (29 يناير 1992 في المملكة المتحدة - ) هي لاعبة كرة قدم بريطانية في مركز الوسط.

## وصلات خارجية
- إميلي ألين على موقع الاتحاد الأوربي (الإنجليزية)